# Roman Bocheński

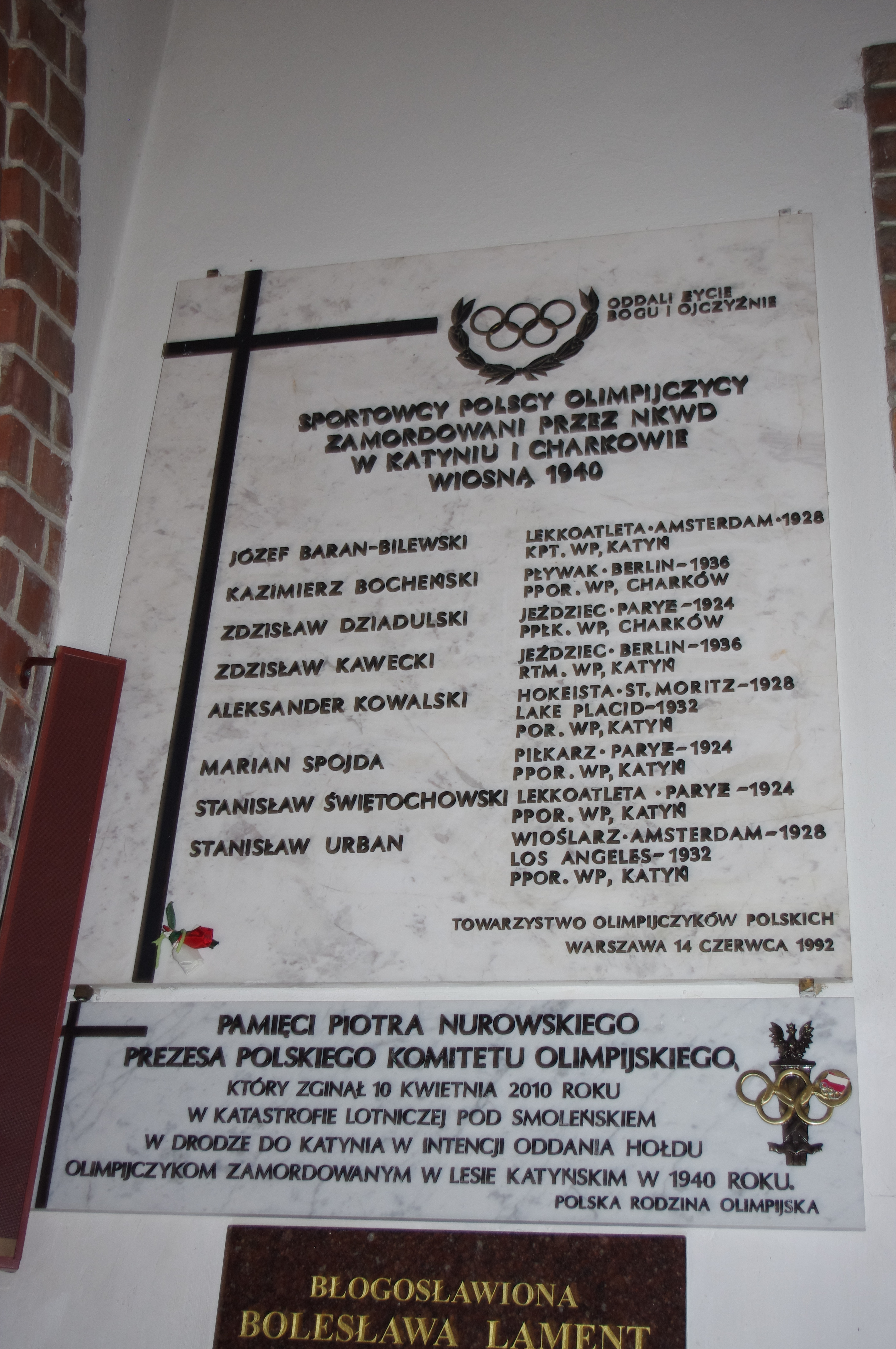
Tablica w bazylice św. Michała i św. Floriana w Warszawie upamiętniająca polskich olimpijczyków pomordowanych przez NKWD

Roman Kazimierz Wiesław Bocheński (ur. 12 maja 1910 w Gliniance, zm. w maju 1940 w Starobielsku lub Charkowie) – polski pływak, technik budowlany, olimpijczyk z Berlina 1936, ofiara zbrodni katyńskiej.

## Życiorys
Urodził się 12 maja 1910 w Gliniance. Był synem Romana i Heleny ze Smykiewiczów. W latach 1924–1928 chodził do Państwowej Szkoły Technicznej kolejowej w Warszawie, gdzie uzyskał tytuł technika drogowo-budowlanego. Wiosną 1928 wstąpił do sekcji pływackiej AZS Warszawa. Kilka miesięcy później w Królewskiej Hucie pokonał 100 m czasem 1:20, co dało mu I klasę pływacką. Jesienią 1928 wyjechał do Gandawy na studia w Wyższej Szkole Handlowej i Konsularnej, której nie ukończył z braku funduszy. W 1930 ustanowił rekord Polski na 100 m czasem 1:00:4, który był trzecim wynikiem w Europie. W 1931 powrócił do Warszawy i podjął pracę jako urzędnik. Był członkiem Otwockiego Klubu Sportowego, zajmował się także dziennikarstwem sportowym (prowadził dział pływania w tygodniku „Sport Wodny”). Na dystansach 100, 200, 400 m, stylem dowolnym oraz w sztafetach 4 × 200 m stylem dowolnym 5 × 50 m stylem dowolnym i 3 × 100 m stylem zmiennym kilkunastokrotnie ustanawiał rekordy Polski. W latach 1929–1931 trenował w Ghent Swimming Club. W latach 1928–1932 i 1936-1939 reprezentował barwy AZS Warszawa, a w latach 1932–1935 klubu pływackiego Delfin. W 1936 roku wystartował w Igrzyskach Olimpijskich w Berlinie, w sztafecie 4 × 200 m, która jednak została zdyskwalifikowana z powodu falstartu Joachima Karliczka.
Tuz przed drugą wojną światową Bocheński i polska ekipa pływacka brała udział na Igrzyskach Akademickich w Monako. W drodze powrotnej droga przez Niemcy była odcięta. Udało im się dojechać do Polski przez Włochy, Jugosławię i Rumunię. Wybuch wojny zastał ich w Bukareszcie i 2 września przekroczyli granicę polsko-rumuńską w Zaleszczykach. Później brał udział w wojnie obronnej 1939 jako oficer rezerwy. Szczegóły jego szlaku bojowego nie są znane. Trafił do niewoli sowieckiej. Najprawdopodobniej został zamordowany w obozie w Starobielsku.
Był wielokrotnym (17) mistrzem Polski – indywidualnie i w sztafecie.

## Ordery i odznaczenia
- Brązowy Krzyż Zasługi (19 marca 1931)[4]